# Élection législative partielle de 1873 dans la Seine
Une élection législative partielle a eu lieu le 27 avril 1873 dans le département français de la Seine.
La victoire, dès le premier tour, du républicain avancé Désiré Barodet face au républicain modéré Charles de Rémusat, ministre des Affaires étrangères et proche du président Thiers, est l'une des causes de la chute de ce dernier.

## Contexte
Lors des élections législatives de février 1871, la Seine, où domine l'électorat parisien, s'était distinguée du reste du pays en envoyant une majorité de républicains avancés ou « radicaux » siéger dans une Assemblée nationale dominée par les monarchistes.
Cependant, après le traumatisme de la Commune et sa répression, les élections partielles du 2 juillet 1871 s'étaient caractérisées par un virage à droite grâce à l'alliance, sous l'égide de l'Union parisienne de la presse, des monarchistes et des républicains les plus modérés. L'année suivante, une autre élection partielle, remportée par le républicain modéré Joseph Vautrain face au républicain avancé Victor Hugo, avait confirmé cette nouvelle tendance.
Le 11 novembre 1872, l'un des députés de la Seine, François-Clément Sauvage, directeur de la Compagnie des chemins de fer de l'Est, est mort des suites d'une longue maladie. Il siégeait au Centre gauche, parmi les républicains modérés et les orléanistes fraîchement ralliés à la République qui soutiennent la politique d'Adolphe Thiers. Afin de le remplacer, un décret convoquant les électeurs pour le 27 avril 1873 est publié dans le Journal officiel du 3 avril. Ce décret concerne également plusieurs autres départements où un siège est vacant.

## Candidats

### Rémusat, candidat de Thiers et des modérés

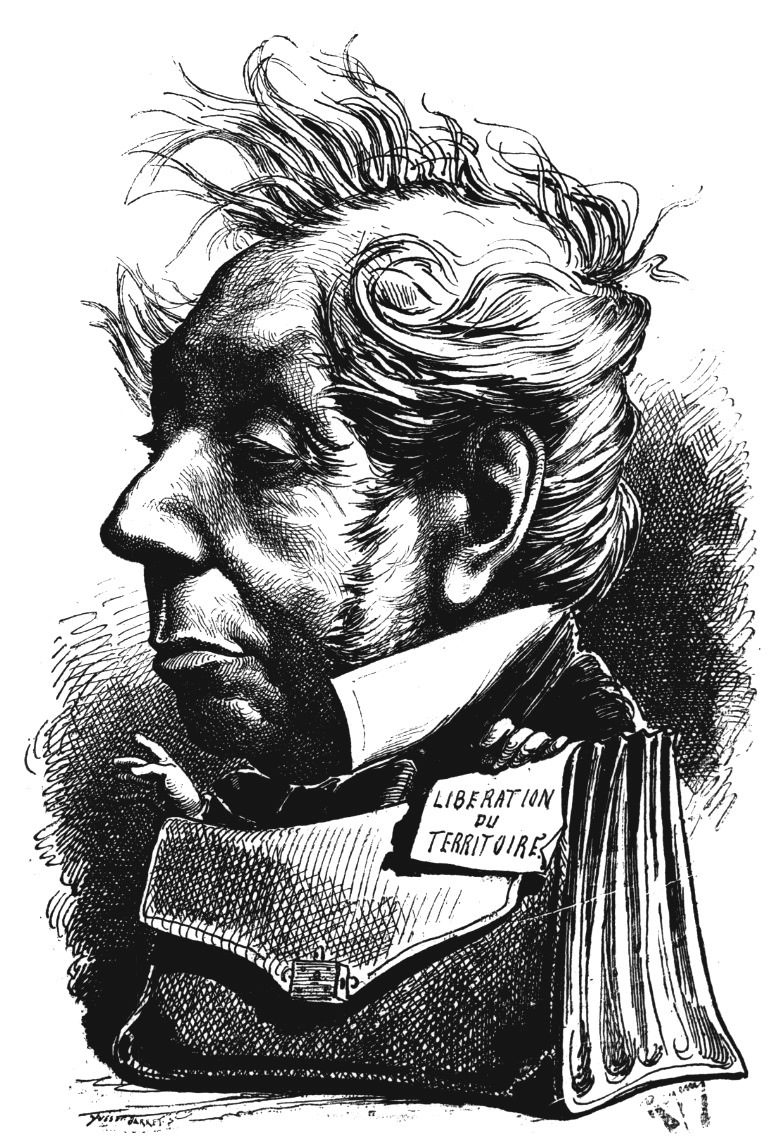
Caricature de Rémusat par Reyem (La Timbale, 19 avril 1873).

Le bruit d'une candidature de Rémusat court dès la première semaine de décembre 1872.
Vieil ami de Thiers, le ministre des Affaires étrangères semble au sommet de sa gloire quelques mois plus tard, après avoir signé avec l'Allemagne la convention du 15 mars 1873 relative au paiement de l'indemnité de guerre et à la libération du territoire français. Le 24 mars, les maires de Paris, alors nommés par le gouvernement, se rendent auprès de Thiers et officialisent leur souhait d'une candidature de Rémusat. Celle-ci prend dès lors l'aspect d'une candidature officielle, ce que les opposants ne manquent pas de dénoncer.
Face à ces critiques, Édouard Degouve de Nuncques, adjoint au maire du 10e arrondissement, assume être à l'initiative de cette démarche, qu'il justifie ainsi : « L'idée de la candidature de M. de Rémusat [...] est entrée dans mon esprit le jour même où j'ai appris que nous pouvions désormais prévoir à époque fixe la libération de notre pays, et je me réservais de la produire aussitôt que les électeurs de la capitale seraient convoqués pour donner un successeur à M. Sauvage. La réunion des maires de Paris, rassemblés hier à Versailles pour offrir leurs félicitations à M. le Président de la République, l'a fait surgir tout naturellement. [...] La France [...] a une dette à acquitter envers M. de Rémusat. Cette dette, c'est Paris qui l'acquittera en donnant à l'élection de M. le Ministre des Affaires étrangères le seul et vrai caractère qui lui appartienne, celui d'une candidature éminemment et exclusivement nationale ».
Rémusat ayant mis du temps à accepter la candidature qui lui était offerte, les modérés avaient songé, en cas de refus, à faire appel à l'ancien préfet du Rhône Marie-Edmond Valentin. Finalement, Rémusat confirme sa candidature dans un manifeste daté du 13 avril et publié dans les journaux du lendemain.
Les soutiens de Rémusat se partagent entre deux tendances très différentes. Celle du centre droit, structurée par le comité Allou, est animée par des orléanistes libéraux (dont Rousse et De Plœuc) qui évitent toute référence à la république. Une autre tendance, celle des républicains modérés, menée par Hippolyte Carnot et Emmanuel Arago, est incarnée par de grandes personnalités républicaines telles qu'Émile Littré, Henri Martin, Jules Grévy et Pierre Tirard, qui souhaitent soutenir le président de la République face aux intrigues des monarchistes.
Rémusat va donc devoir jouer sur deux tableaux, ce qui lui vaudra des accusations de duplicité. Dans une lettre adressée le lendemain de l'élection à son frère Paul, Louise Milliet écrit à propos du ministre : « Dans les quartiers populaires, il s'affiche : Rémusat candidat républicain, mais dans les quartiers aristocratiques, c'est M. de Rémusat tout court ». Le républicain avancé Auguste Vacquerie a ainsi comparé Rémusat à la chauve-souris de la fable : « Et la candiature du ministre des affaires étrangères continuera d'être d'un côté l'affirmation de la République (circulaire Carnot, Martin, etc.) et de l'autre "la répudiation énergique des idées radicales" (circulaire Allou, Rousse, de Plœuc, etc.) Et le candidat officiel continuera d'être oiseau à Paris, souris à Versailles, chauve-souris partout ».

### Barodet, candidat des républicains radicaux

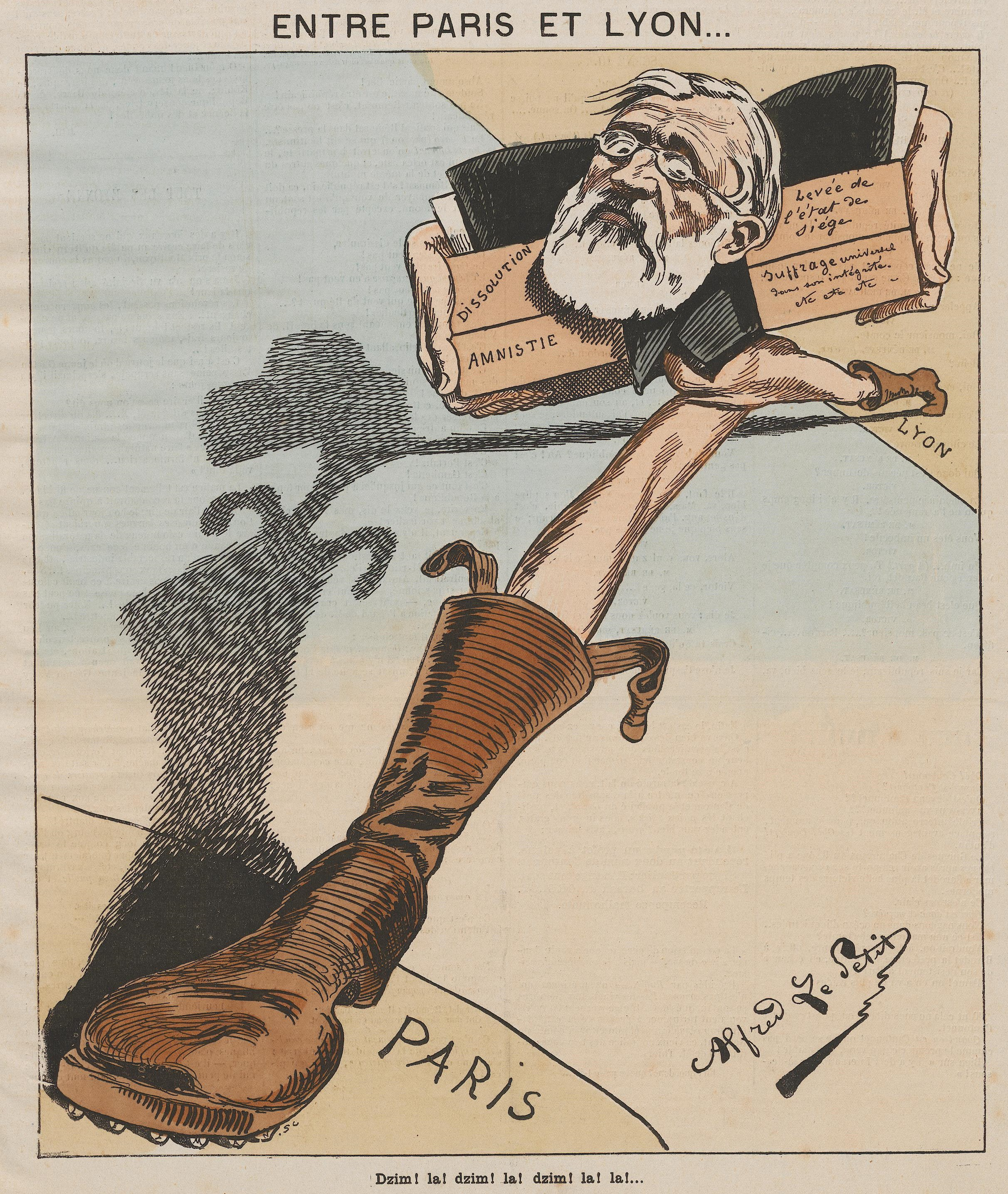
Caricature de Barodet par Alfred Le Petit (Le Grelot, 27 avril 1873).

Le 4 avril 1873, la majorité monarchiste de l'Assemblée nationale vote une loi supprimant la mairie centrale de Lyon et replaçant cette ville sous administration préfectorale, à l'image de Paris. Le maire de Lyon, le républicain avancé Désiré Barodet, apparaît dès lors comme la cible d'une des mesures antidémocratiques et réactionnaires prise par la majorité parlementaire avec la complaisance du gouvernement. Une éventuelle candidature de Barodet à Paris, initiée le 5 avril par le journal Le Corsaire d'Édouard Portalis, est dès lors érigée en candidature de protestation et d'affirmation par les républicains radicaux. Ces derniers appartiennent encore, à l'Assemblée nationale, au groupe gambettiste de l'Union républicaine (UR), dont il ne feront scission que trois ans plus tard pour créer leur propre groupe, l'Extrême gauche.
L'initiative lancée par Le Corsaire est suivie, entre le 7 et le 9 avril, par L'Avenir national  de Peyrat, puis par Le Rappel de Vacquerie, et enfin par La République française de Gambetta. Encouragé par ce dernier, Barodet télégraphie son acceptation le 10 avril. Fidèle au principe de mandat impératif, il accepte également d'adopter le programme des radicaux, qui tient en trois points :
- « dissolution immédiate de l'Assemblée de Versailles » ;
- « intégrité absolue du suffrage universel » (que la majorité parlementaire envisage alors de restreindre en imposant une durée minimum de résidence, et qu'elle a bafoué en privant les citoyens de Lyon de leur maire) ;
- « convocation à bref délai d'une Assemblée constituante unique et souveraine » (en opposition au projet d'un parlement bicaméral comprenant un Sénat non élu au suffrage universel), qui aura pour missions d'amnistier les condamnés de la Commune et de lever l'état de siège[13].

Auparavant, d'autres candidatures avaient été envisagées au sein des républicains avancés. On avait notamment songé à Alexandre Ledru-Rollin mais, selon Gambetta, l'ancien ministre du Gouvernement provisoire de 1848 avait trop perdu de son prestige « dans les faubourgs » et n'aurait pour lui qu'« une fraction relativement médiocre du parti républicain ».

### Stoffel, candidat des monarchistes

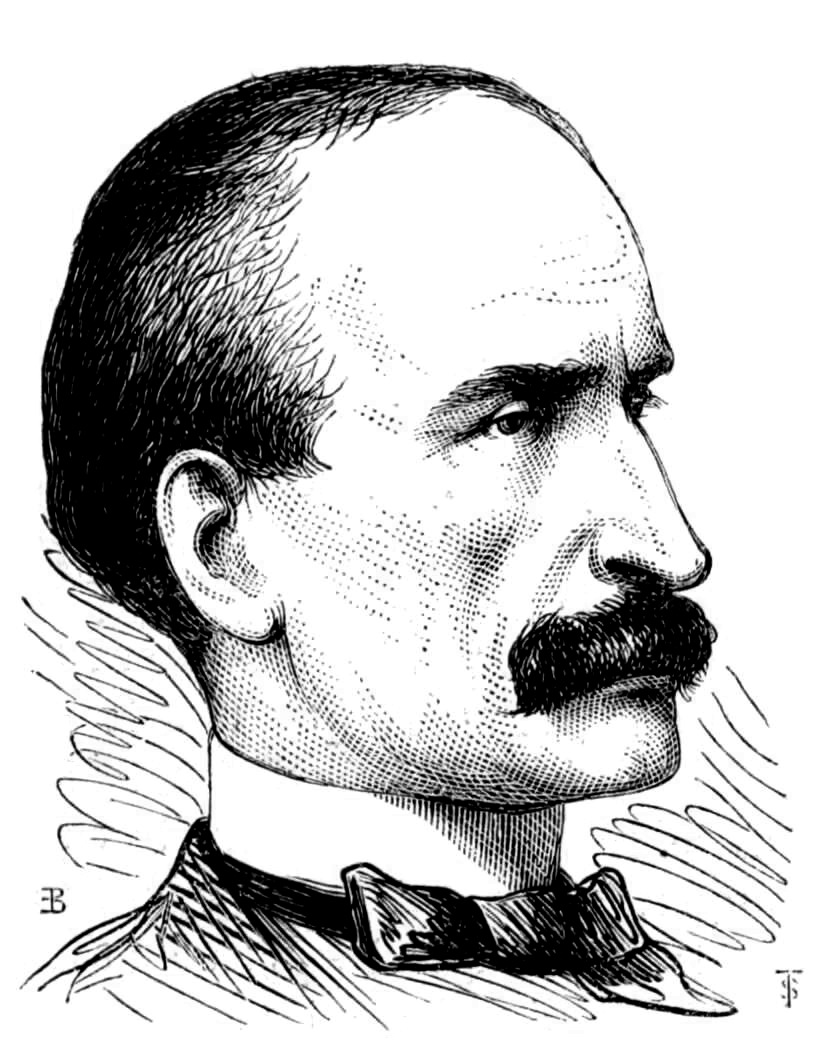
Portrait du colonel Stoffel par Étienne-Gabriel Bocourt (Le Monde illustré, 22 novembre 1873).

Malgré le soutien d'une partie des orléanistes à la candidature du comte de Rémusat, ancien ministre du roi Louis-Philippe, d'autres partisans de dynasties déchues, hostiles au ralliement de Thiers à la République, décident d'unir leurs efforts en faveur d'un candidat commun, quitte à favoriser ainsi une victoire de Barodet qui leur permettrait de démontrer que la République « conservatrice », promise par Thiers dans son message du 13 novembre 1872, est illusoire car ouvrant la voix à la République radicale, voire à la Commune.
Le premier nom qui s'impose à cette coalition des légitimistes et des bonapartistes est celui du bourgeois légitimiste Jacques Libman, connu dans ces milieux pour avoir sauvé la chapelle expiatoire de la destruction pendant la Commune. Libman accepte cette investiture le 13 avril, mais son manque de notoriété le pousse à s'effacer moins d'une semaine plus tard devant une personnalité royaliste plus connue, le nom de Jean-Jacques Weiss, chroniqueur politique du Paris-Journal, ayant été mis en avant par certains conservateurs.
Afin de permettre la désignation d'un candidat, Edmond Tarbé, directeur du Gaulois, organise une « réunion publique conservatrice » le 19 avril à la salle Herz. Après avoir écouté un discours antirépublicain enflammé de Paul de Cassagnac, les monarchistes présents à cette réunion élisent un comité électoral conservateur, doté des pleins pouvoirs, auquel sont adjoints les directeurs des journaux sympathisants. Lors du vote, le nom du colonel Stoffel est particulièrement acclamé. Par conséquent, le comité, réuni au cours des jours suivants sous la présidence du duc de Bisaccia, décide d'investir cet officier.
Bonapartiste, le baron Stoffel s'est fait connaître à la fin du Second Empire en tant qu'attaché militaire à l'ambassade de France à Berlin et auteur de rapports clairvoyants dans lesquels il mettait en garde Napoléon III contre la puissance de l'armée prussienne. Ancien officier d'ordonnance de l'empereur, il avait été brutalement mis à la retraite d'office par Thiers le 16 août 1872.
Cette troisième candidature, tardive, est loin de faire l'unanimité à droite. Ainsi, Le Figaro, par la plume  de Saint-Genest, juge que la candidature Stoffel est compromettante pour les conservateurs car vouée à l'échec en raison d'un vote utile prévisible des partisans de l'ordre en faveur de Rémusat face au danger Barodet.

### Autres candidats

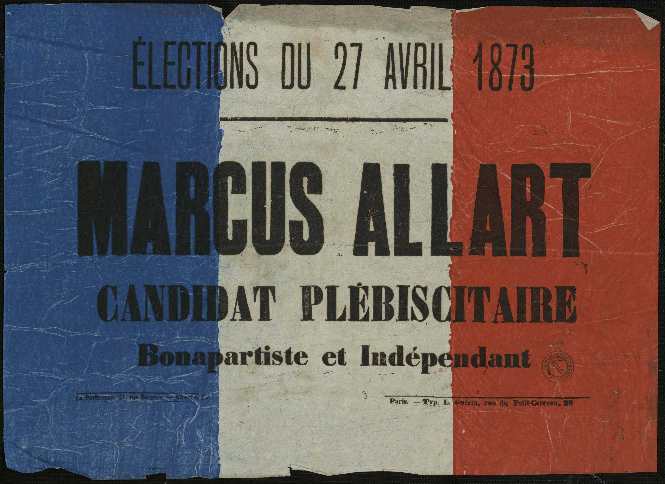
Affiche de Marcus Allart

À côté de ces trois adversaires, d'autres personnes, dont un octogénaire nommé Roux, artiste peintre et ancien garde national, et un habitant du Marais nommé Hippolyte Saladin, déclarent leur candidature en dehors de tout soutien de la part d'un comité ou d'un journal.
L'un de ces candidats fantaisistes est Marcus Allart, fils d'Hortense Allart et bonapartiste anticatholique, qui défend un programme plus radical que celui de Barodet.
Auteur d'un pamphlet intitulé Rémuset et Barodat et renvoyant dos-à-dos les deux concurrents républicains, le bonapartiste Jules Amigues fait afficher une déclaration appelant le peuple à s'abstenir plutôt que voter pour un candidat républicain qui ne reconnaît pas le principe de l'appel au peuple. Si sa déclaration le présente comme un « candidat rare qui ne veut point qu'on le nomme », c'est uniquement pour contourner les règlements n'exemptant de timbre que les affiches des candidats.

## Campagne

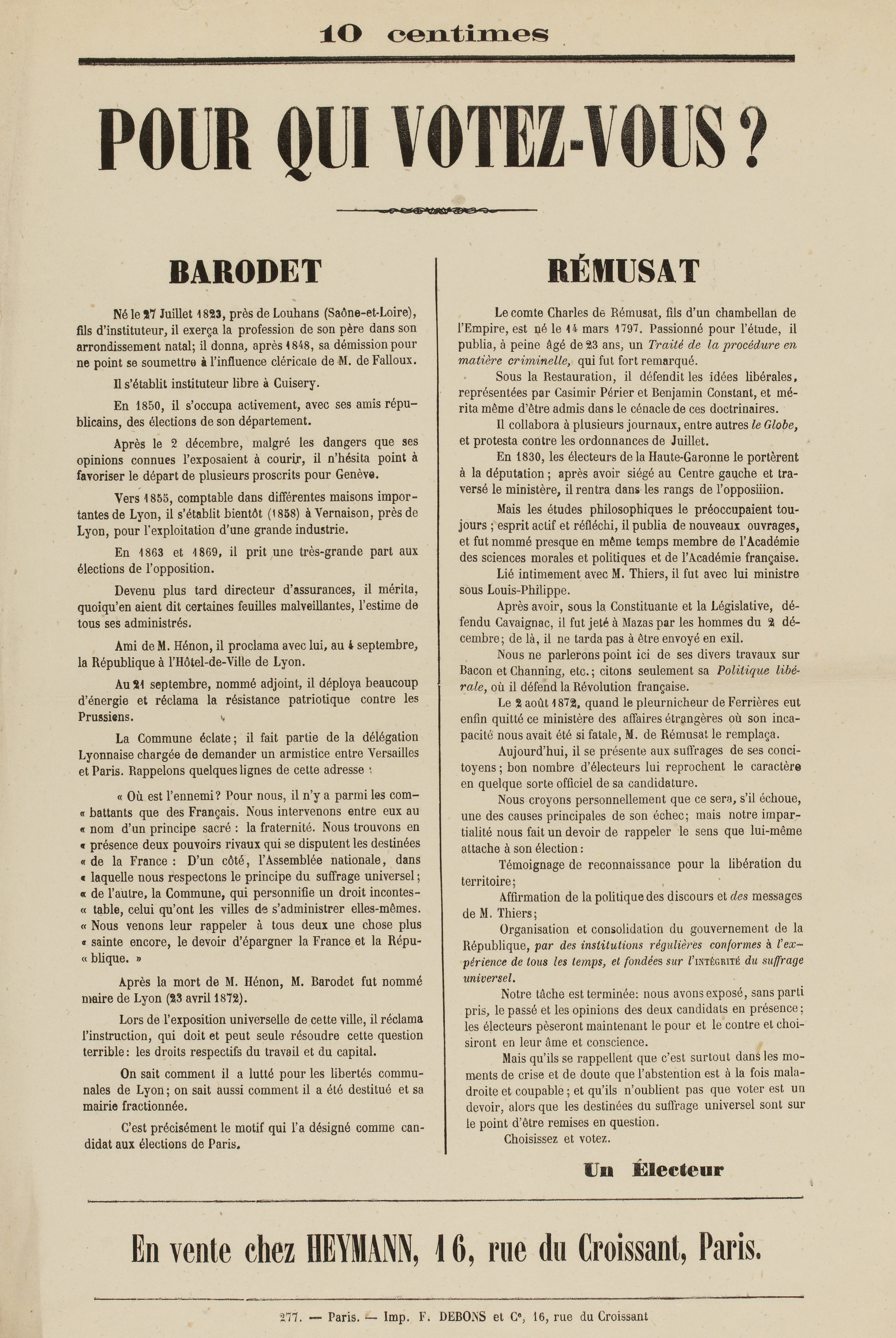
Tract anonyme présentant les deux candidats républicains.

La campagne démarre véritablement le 10 avril, quand Barodet accepte de poser sa candidature.
Le même jour, Jules Morel, député du Rhône, meurt. Pensant que Barodet préférera se présenter dans le département dont Lyon est le chef-lieu, Thiers en profite pour décréter une seconde série de législatives partielles pour le 11 mai (Journal officiel du 15 avril). Or, l'ex-maire de Lyon maintient sa candidature dans la Seine. Symbole de l'alliance des deux métropoles récemment privées de leur mairie centrale, c'est un ancien communard parisien, Arthur Ranc, qui va briguer les suffrages des électeurs lyonnais.
Le 13 avril, Barodet obtient une adhésion de poids, celle du Siècle. Malgré sa modération, qui l'avait poussé à soutenir Vautrain contre Hugo en 1872, ce journal a décidé d'appuyer la candidature de Barodet « parce qu'elle est une protestation en faveur des libertés municipales, une protestation contre les intrigues des partis monarchistes, contre leurs projets menaçants, et que dès lors elle vient en aide à M. Thiers et à la politique du message » (allusion au message présidentiel du 12 novembre 1872 promettant la République conservatrice).
Le même jour, Rémusat signe enfin son manifeste, publié dans les journaux du lendemain. Il y affirme vouloir consolider la République « par des institutions régulières [...] fondées sur l'intégrité du suffrage universel », formule démocrate reprise du programme de Barodet, ce qui ne manque pas de troubler les soutiens du ministre appartenant au centre droit.
Le 18 avril, le Congrès républicain démocratique de la Seine adopte la candidature de Barodet et mandate, afin d'organiser la campagne, un comité fédéral dont la cheville ouvrière est Bonnet-Duverdier, gérant du Peuple souverain.
Le 21 avril, à une semaine du premier tour, les monarchistes entrent tardivement en campagne après avoir investi Stoffel.

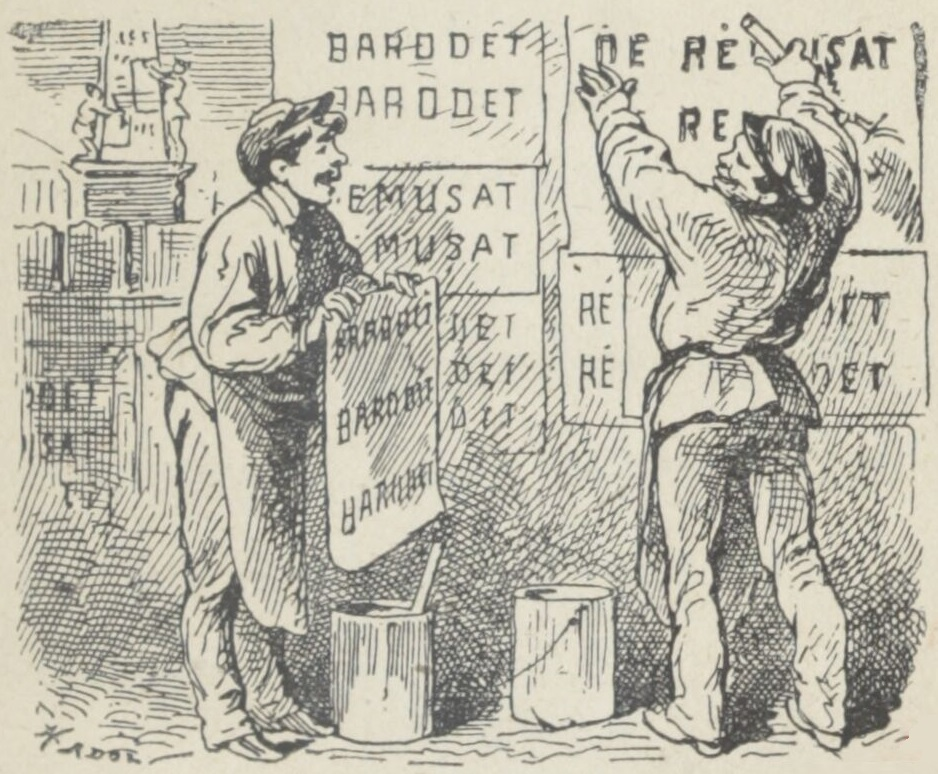
Dessin de Paul Hadol à propos de la myriade d'affiches placardée dans Paris pendant la campagne.

La dernière semaine de la campagne est la plus vive. La profusion d'affiches (plus d'un demi-million) est sans précédent et ne sera surpassée que seize ans plus tard, à l'occasion d'une autre élection législative partielle et d'un autre duel de portée nationale, opposant le général Boulanger à Édouard Jacques (27 janvier 1889). Les affiches de Rémusat sont le plus souvent jaunes, celles de Barodet rouges, celles de Stoffel de couleur chocolat ou jaunes, et celles d'Allart tricolores.
Tandis que Barodet reste en retrait, son principal soutien, Gambetta, ne ménage pas ses efforts en sa faveur : le 21 avril, il obtient le ralliement de la majorité de son groupe parlementaire (UR) à la candidature de l'ancien instituteur puis, le 23, il prononce à Belleville un important discours marquant la rupture entre les républicains avancés et la politique jugée trop conservatrice voire équivoque menée par Thiers.
Le 22 avril, une déclaration de Jules Grévy en faveur de Rémusat est publiée dans Le Soir et immédiatement affichée .
Le 23 avril, dix journaux conservateurs (Le Constitutionnel, Le Français, Le Journal de Paris, Le Messager de Paris, Le Moniteur universel, Le Paris-Journal, La Patrie, Le Petit Moniteur, La Petite Presse et Le Soleil) soutenant Rémusat lui adressent une lettre ouverte  approuvant sa « candidature conservatrice » et « de conciliation » représentant « l'ordre et la liberté en face de la Révolution » et faisant « appel aux hommes de tous les partis ». Cherchant à dissiper le trouble des conservateurs face à l'inclusion de  l'« intégrité du suffrage universel » dans la circulaire du ministre, elle suggère que ce dernier, contrairement à Barodet, n'est pas opposé à la réforme de la loi électorale envisagée par la Commission des Trente, et notamment à la condition selon laquelle tout électeur devra être domicilié dans sa commune depuis plus d'une année. Ainsi placé dans une position inconfortable, Rémusat se garde de répondre à cette lettre ouverte.
| |  |
| Barodet et Rémusat trinquent tous deux à la santé de la République, mais le second met beaucoup d'eau dans son vin. Le dessin de Gill pour L'Éclipse du 27 avril 1873 ayant été refusé par la censure, c'est une version tronquée, amputée du portrait de Barodet, qui est finalement publiée. |  |

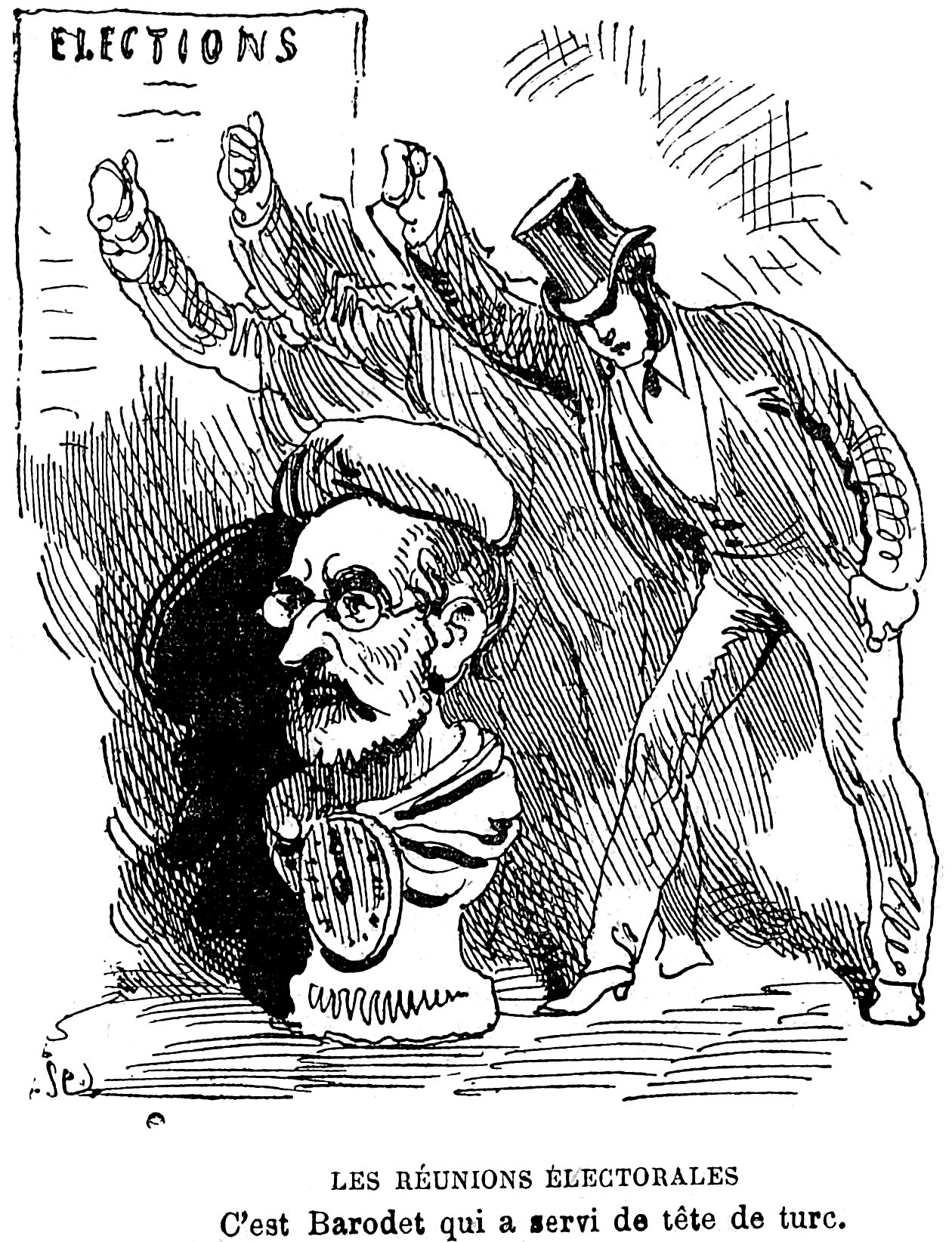
Dessin humoristique de Paul Hadol à propos de la campagne électorale (L'Éclipse, 4 mai 1873).

En première page de son numéro daté du 28 avril mais paru le jour du premier tour, Le Figaro publie une longue lettre anonyme d'un « vieil abonné » légitimiste appelant à voter « faute de mieux » pour Rémusat et se concluant sur une comparaison outrancière : « De Rémusat signifie horreur de la Commune, du pétrole, de l'incendie, de tous les crimes commis alors que régnait Raoul Rigault. Barodet signifie : Vol, pillage, assassinat des otages, destruction, anéantissement ». Cette publication de la dernière heure, secrètement rédigée par Thiers lui-même en suivant une suggestion du directeur du journal, Villemessant, combat ainsi l'argument des partisans de la candidature Stoffel consistant à renvoyer dos-à-dos les deux candidats républicains.

### Positionnement de la presse
Dans le tableau ci-dessous, les journaux conservateurs qui ont nuancé leur appel à voter pour Rémusat par des réserves voire des réticences sont indiqués par une couleur plus pâle.

## Résultat
| Inscrits                 | Inscrits                 | Inscrits                 | 457 049   |             |  |  |
| Abstentions              | Abstentions              | Abstentions              | 111 290   | 24,35 %     |  |  |
| Votants                  | Votants                  | Votants                  | 345 759   | 75,65 %     |  |  |
|                          |                          |                          |           |             |  |  |
| Bulletins enregistrés    | Bulletins enregistrés    | Bulletins enregistrés    | 345 759   |             |  |  |
| Bulletins blancs ou nuls | Bulletins blancs ou nuls | Bulletins blancs ou nuls | 3 103     | 0,9 %       |  |  |
| Suffrages exprimés       | Suffrages exprimés       | Suffrages exprimés       | 342 656   | 99,1 %      |  |  |
|                          |                          |                          |           |             |  |  |
|                          | Candidat                 | Parti                    | Suffrages | Pourcentage |  |  |
|                          | Désiré Barodet           | Union républicaine       | 180 045   | 52,54 %     |  |  |
|                          | Charles de Rémusat       | Centre gauche            | 135 028   | 39,41 %     |  |  |
|                          | Eugène Stoffel           | Conservateur             | 26 644    | 7,78 %      |  |  |
|                          | Marcus Allart (d)        | Bonapartiste dissident   | 792       | 0,23 %      |  |  |
|                          | Divers                   | -                        | 147       | 0,04 %      |  |  |

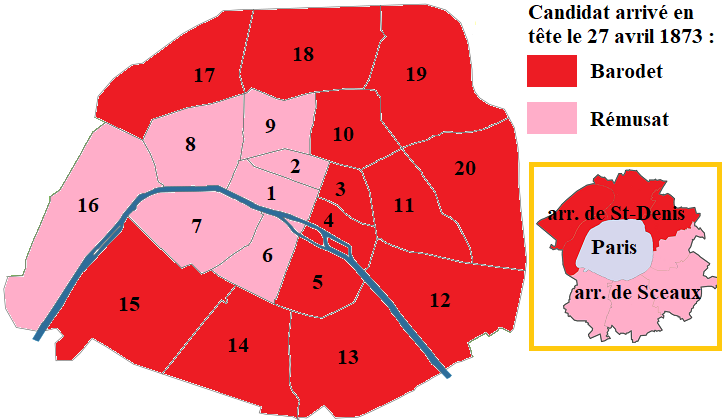

Barodet est arrivé en tête dans 14 des 22 arrondissements du département de la Seine (20 arrondissements municipaux de Paris + 2 arrondissements départementaux).
À Paris, les arrondissements les plus populaires, situés dans les parties est, nord et sud de la périphérie, sont ceux qui ont le plus voté pour Barodet. En revanche, dans 30 des 33 quartiers de l'ouest et du centre-ouest de la capitale, plus bourgeois, Rémusat devance Barodet.
En banlieue, l'arrondissement de Saint-Denis (nord) a majoritairement voté pour Barodet (55 %) tandis que celui de Sceaux (sud) donne 100 voix de plus à Rémusat (avec 46,17 % des suffrages exprimés, contre 45,84 à Barodet).

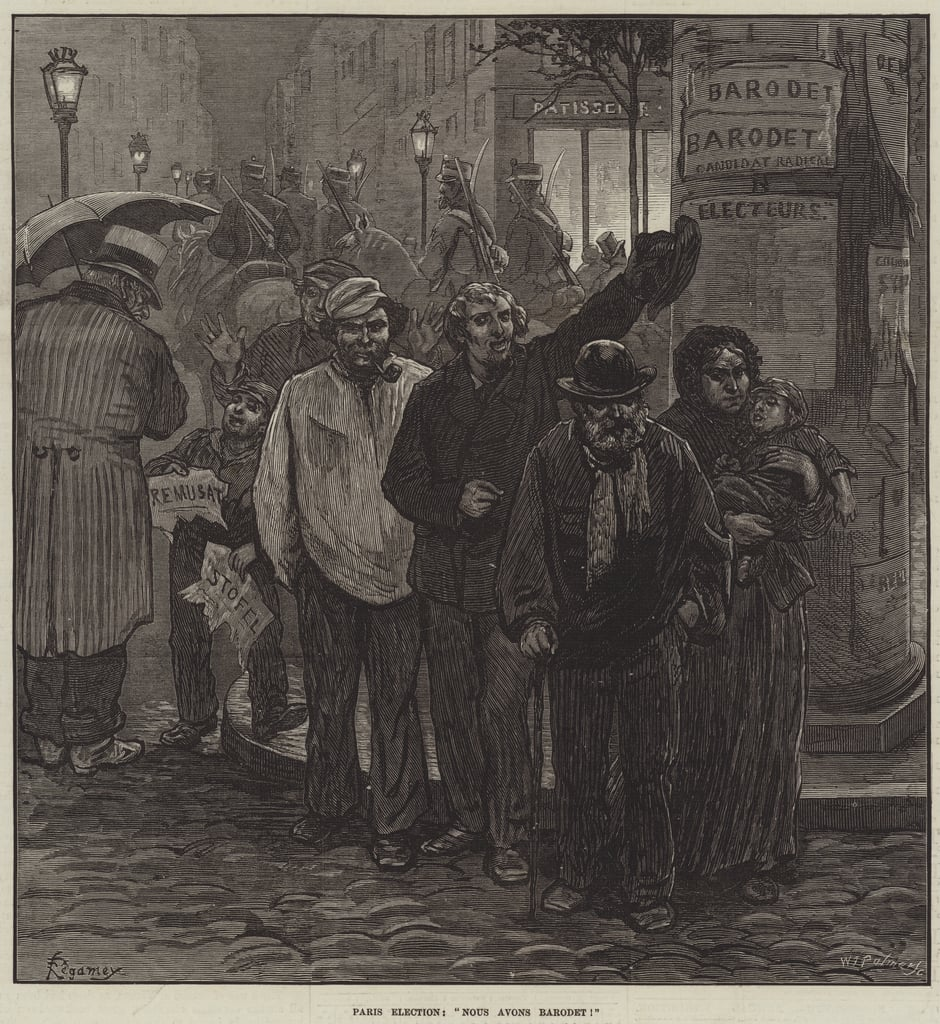
« Nous avons Barodet ! », gravure d'après un dessin de Félix Régamey (The Illustrated London News, 10 mai 1873).

Selon Jean-Claude Wartelle, la candidature de Stoffel n'a pas vraiment affaibli celle de Rémusat, car la plupart des électeurs monarchistes du colonel se seraient abstenus en cas d'un duel entre deux républicains de nuances différentes, comme cela avait été le cas l'année précédente, lors du duel Hugo-Vautrain. L'abstention était alors proche des 50 %, tandis que le scrutin du 27 avril a mobilisé les trois quarts des inscrits.

## Conséquences

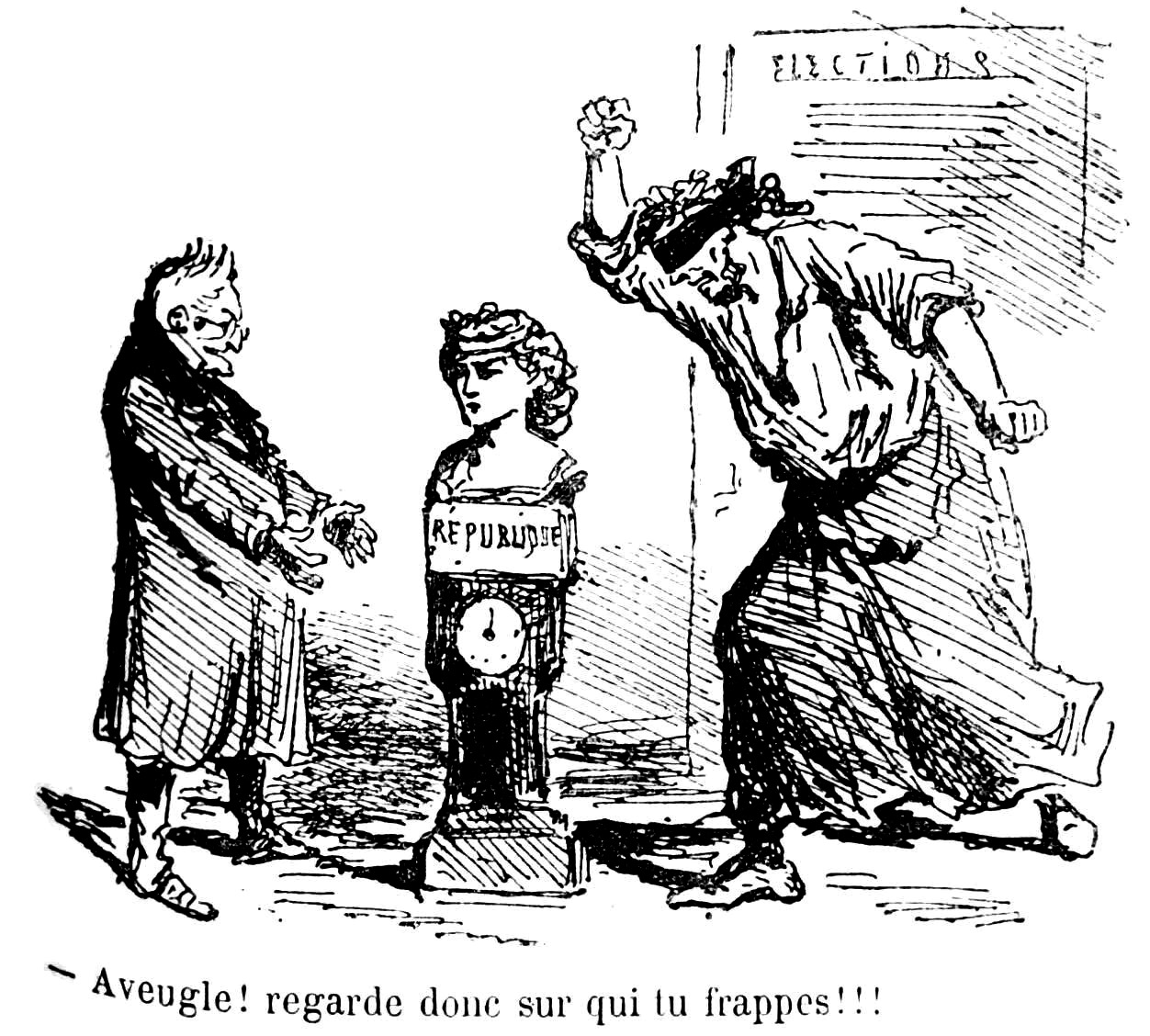
Thiers et le peuple de Paris. Vignette dessinée par Cham pour Le Monde illustré du 31 mai 1873.

La portée de l'élection de Barodet a été exagérée et dramatisée par les monarchistes et même par une partie des partisans de Rémusat qui, pendant la campagne, ont agité l'épouvantail de la Commune et prédit une nouvelle révolution sanglante en cas de victoire du candidat des radicaux.
Inquiet, le centre droit, rejoint par une fraction du centre gauche (groupe Target), passe de la « conjonction des centres » à l'« union des droites » et lâche Thiers, personnellement affaibli par la défaite de son ami : le 24 mai, le président de la République est poussé à la démission par un vote de défiance porté par la majorité monarchiste. L'élection Barodet a ainsi fourni à cette majorité parlementaire un prétexte pour condamner la politique de Thiers, qu'elle jugeait insuffisamment conservatrice. Réunie autour du duc de Broglie, elle va imposer un régime d'Ordre moral et remplacer Thiers par le maréchal de Mac Mahon.
Face à cette entreprise réactionnaire, les républicains, qu'ils soient partisans de Thiers ou de Gambetta, vont aplanir, en vue des scrutins suivants, les divergences exprimées lors de la campagne de 1873.